# 尼康Z 50

尼康Z 50的Logo

尼康Z 50是尼康生产的首款APS-C画幅（尼康DX格式）的无反相机，以及继尼康Z 6和尼康Z 7后的第三款Z卡口相机，于2019年10月10日发布。与相机同时发布的还有尼克尔 Z DX 16-50 mm f/3.5-6.3 VR和尼克尔 Z DX 50-250mm f/4.5-6.3 VR两款APS-C画幅的Z卡口镜头。
尼康Z 50使用2,088万有效像素的CMOS图像传感器和EXPEED 6圖像處理器。配备可上下翻折的TFT-LCD触摸屏、OLED电子取景器和内置闪光灯。采用复合自动对焦系统，搭载面部和眼部侦测自动对焦功能。能够以最高11fps的速度连拍，支持以最高30p帧频拍摄无裁切4K超高清视频。使用EN-EL25锂离子电池组，存储介质使用SD卡。
尼康Z 50整体上表现较好，特别是机身人体工程学设计受到称赞，但评论者认为其缺乏显眼的亮点以在和同级别产品的竞争中获得优势。

## 特性
尼康Z 50使用具有2,088万有效像素的APS-C画幅（尼康DX格式）CMOS图像传感器，与尼康D500和尼康D7500的传感器相似，并搭配与尼康Z 6和Z 7相同的EXPEED 6圖像處理器。相机原生感光度范围为ISO 100-51200（可扩展至ISO 204800）；最大快門速度为1/4000秒；最大連拍速度为11fps。与尼康Z 6和Z 7相比，尼康Z 50没有内置传感器清洁功能，也没有基于传感器的机身防抖（IBIS）功能，而是依赖于镜头的VR减震系统。

### 机身设计
尼康Z 50机身净重约395克，顶部配备有约0.99厘米、236万画点的OLED电子取景器，并内置弹出式闪光灯。背面为约104万画点的TFT-LCD上下翻折式触摸屏，可以向下翻折180°启用自拍模式。该显示屏并未采用更流行的侧翻式设计，当使用三脚架或云台时屏幕会被阻挡，需额外购买接板。
与尼康Z 6和Z 7的大机身相比，尼康Z 50机身净重减少了近200克；缺少肩屏和摇杆；显示屏可以倾斜更大角度；放大、缩小和DISP按钮变为触控并集成至显示屏右侧；模式拨盘移至取景器右端，三个用户自定义模式中的一个替换为场景模式（SCN），并添加了特殊效果模式（EFCT）。

### 图像质量
尼康Z 50最高可拍摄5568x3712分辨率的图像，使用JPEG和NEF（RAW）两种图像记录格式，JPEG格式提供精细、标准或基本三种压缩比，RAW格式提供12bit和14bit两种位数。
虽然尼康Z 50的传感器像素偏少，但有着较好的动态范围和低光性能。在高感光度场景下，如ISO 6400，也能保持较好的清晰度和较少的噪点。

### 视频功能
尼康Z 50提供MOV和MP4两种视频记录格式，支持以30p、25p和24p帧频拍摄无裁切4K超高清视频，以最高120p帧频拍摄全高清视频，支持拍摄慢动作视频和延时视频。视频录制时最高感光度为ISO 25600。

### 自动对焦
尼康Z 50使用复合自动对焦系统（相位侦测自动对焦/对比自动对焦），传感器具有209个自动对焦点，水平和垂直覆盖率接近90%。其搭载面部和眼部侦测自动对焦功能，且可以在较暗环境和高速连拍下实现自动对焦。但其自动对焦性能低于索尼α6400和富士X-T30等同类竞争产品，且在通过取景器拍摄时无法使用触屏来选择自动对焦点。

### 电池和存储
尼康Z 50的电池仓和一个存储卡插槽位于机身底部同一隔层内。其使用一块容量为1,120mAh的EN-EL25锂离子电池组，容量低于尼康Z 6和Z 7使用的EN-EL15电池组，可使用MH-32电池充电器或USB接口充电，一次充电可拍摄320张照片。一个存储卡插槽仅支持UHS-I SD卡，不同于只使用XQD卡的尼康Z 6和Z 7以及支持UHS-II SD卡的佳能EOS M6 Mark II。

### 输入输出和智能功能
尼康Z 50侧面各有一个Micro-B USB接口，Type-D HDMI接口和3.5毫米麦克风插孔，但没有耳机插孔和USB Type-C接口。尼康Z 50也是唯一一个没有USB Type-C接口的尼康Z卡口相机。
尼康Z 50内置Wi-Fi和藍牙，且兼容尼享SnapBridge应用程序，可将照片和视频即时传输到移动智能设备上。

## 评价
尼康Z 50发布后，评论者多称赞其轻量化的机身、人体工程学设计、图像质量和视频功能，其动态范围和高感光度性能也被认为比竞争对手表现较好。其缺点包括传感器像素偏低、没有机身防抖、显示屏为上下翻折式、显示屏右侧的触控按钮容易误触、没有USB Type-C接口、可用原生镜头种类少等。自动对焦性能整体上也不如索尼α6400等竞争产品。
尼康Z 50在DPReview获得了银奖，评分为85％，与同级竞争产品佳能EOS M6 Mark II和索尼α6400分数相同，但后两者获得了金奖。DPReview称赞了尼康Z50的人体工程学设计、菜单设计、图像质量和拍摄无裁切4K视频的功能，但指出其自动对焦功能较竞争产品集成不佳且速度较慢、电池续航时间偏短、可用的原生镜头种类较少。尼康Z 50在Photography Life的得分为4.4分（满分5分），编辑纳西姆·曼苏罗夫（Nasim Mansurov）也称赞了尼康Z 50的机身、菜单设计、视频功能、高感光度性能、对静止物体和人眼的自动对焦等，但认为其跟踪快速且不稳定物体时表现较差，且上下翻折式显示屏在使用三脚架时“毫无用处”“令人费解”。
Engadget的史蒂夫·登特（Steve Dent）认为尼康Z 50“易于使用，但无法完全跟上其竞争对手”。Phoblographer的布雷特·戴（Brett Day）表示尼康Z 50是一台好相机但“没有什么特别之处，正因如此它落后于竞争对手”。Techradar的艾米·戴维斯（Amy Davies）称随着价格的下降和更多镜头的出现，尼康Z 50“只会变得更好”。

## 奖项
- 2020年红点设计大奖：产品设计红点奖[26][27]
- 2020年欧洲技术影像出版协会（TIPA）世界大奖：最佳高端APS-C相机奖[28][29]
- 2020-2021年欧洲影音协会（英语：Expert Imaging and Sound Association）（EISA）大奖：最值得购买相机奖（Best Buy Camera）[30][31]
- 2020年優良設計獎[32][33]

## 图库

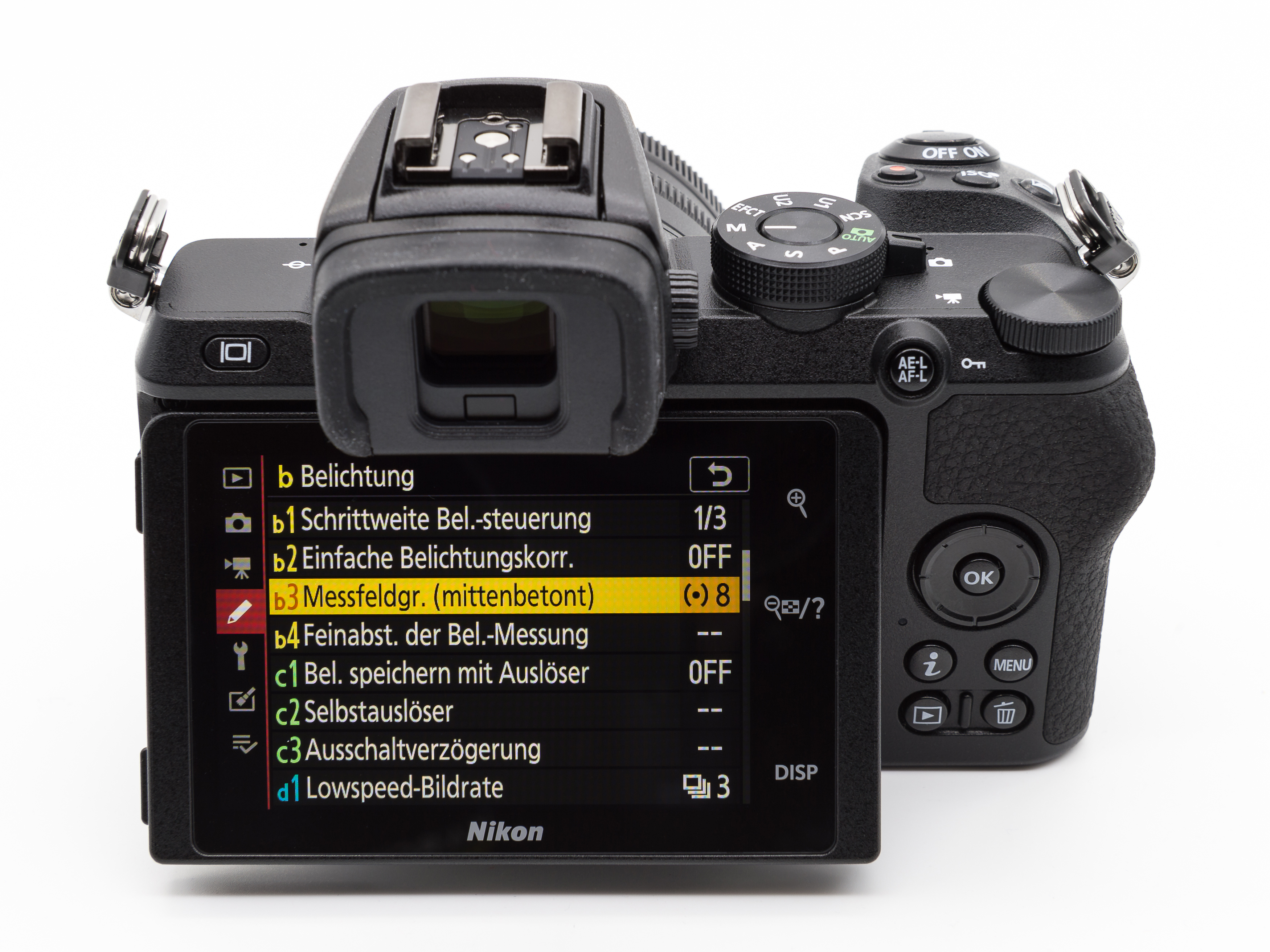
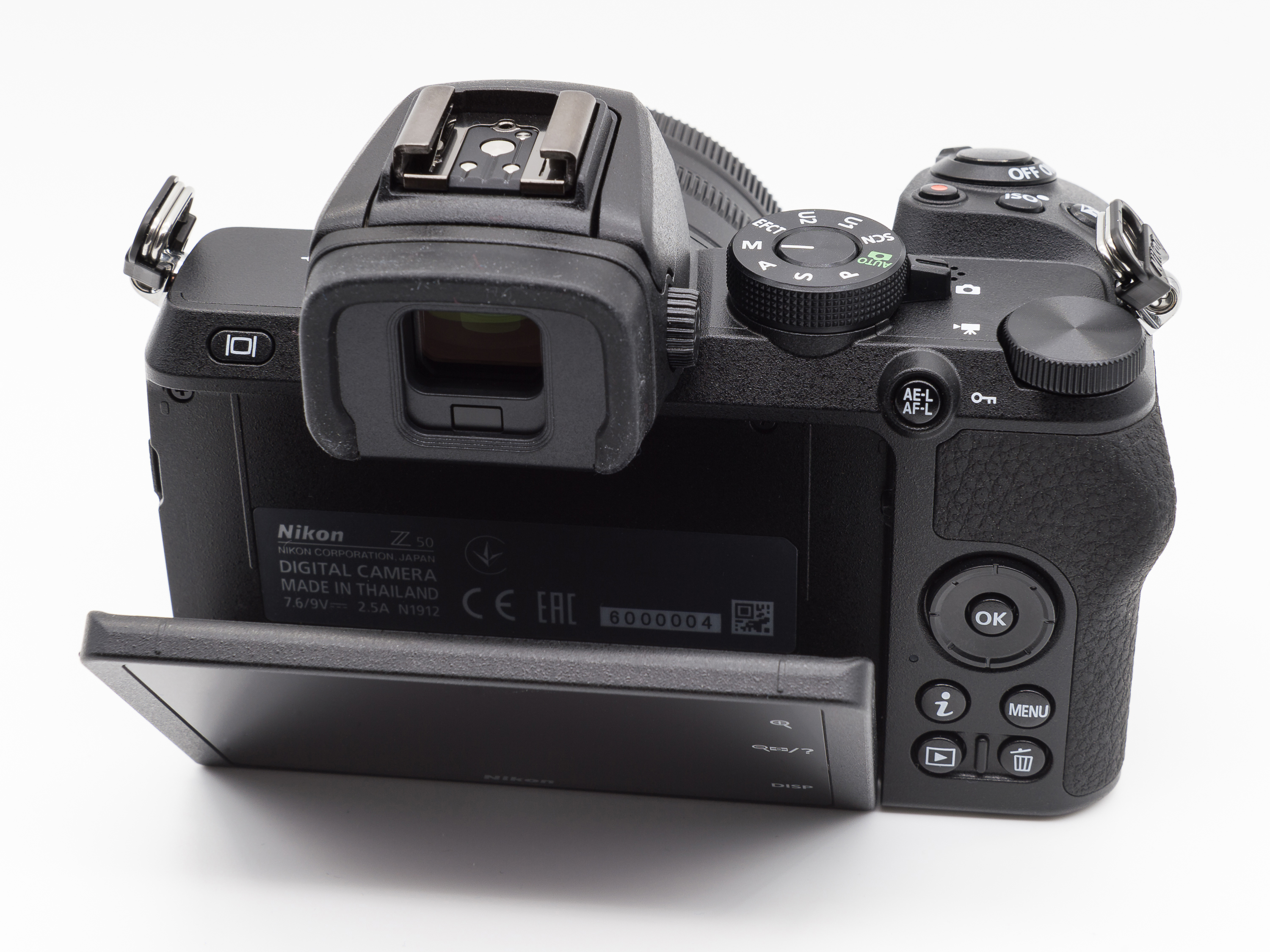
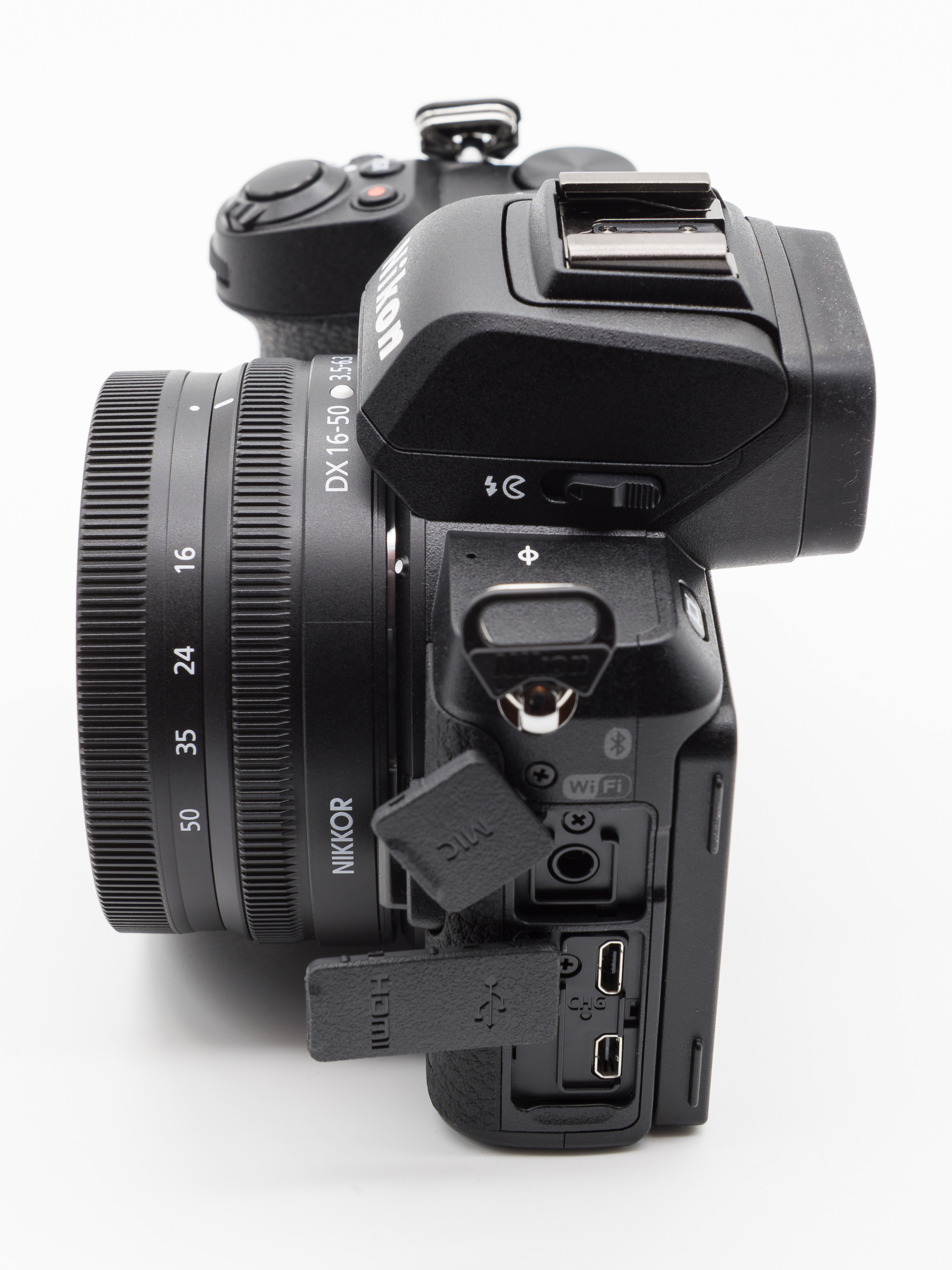
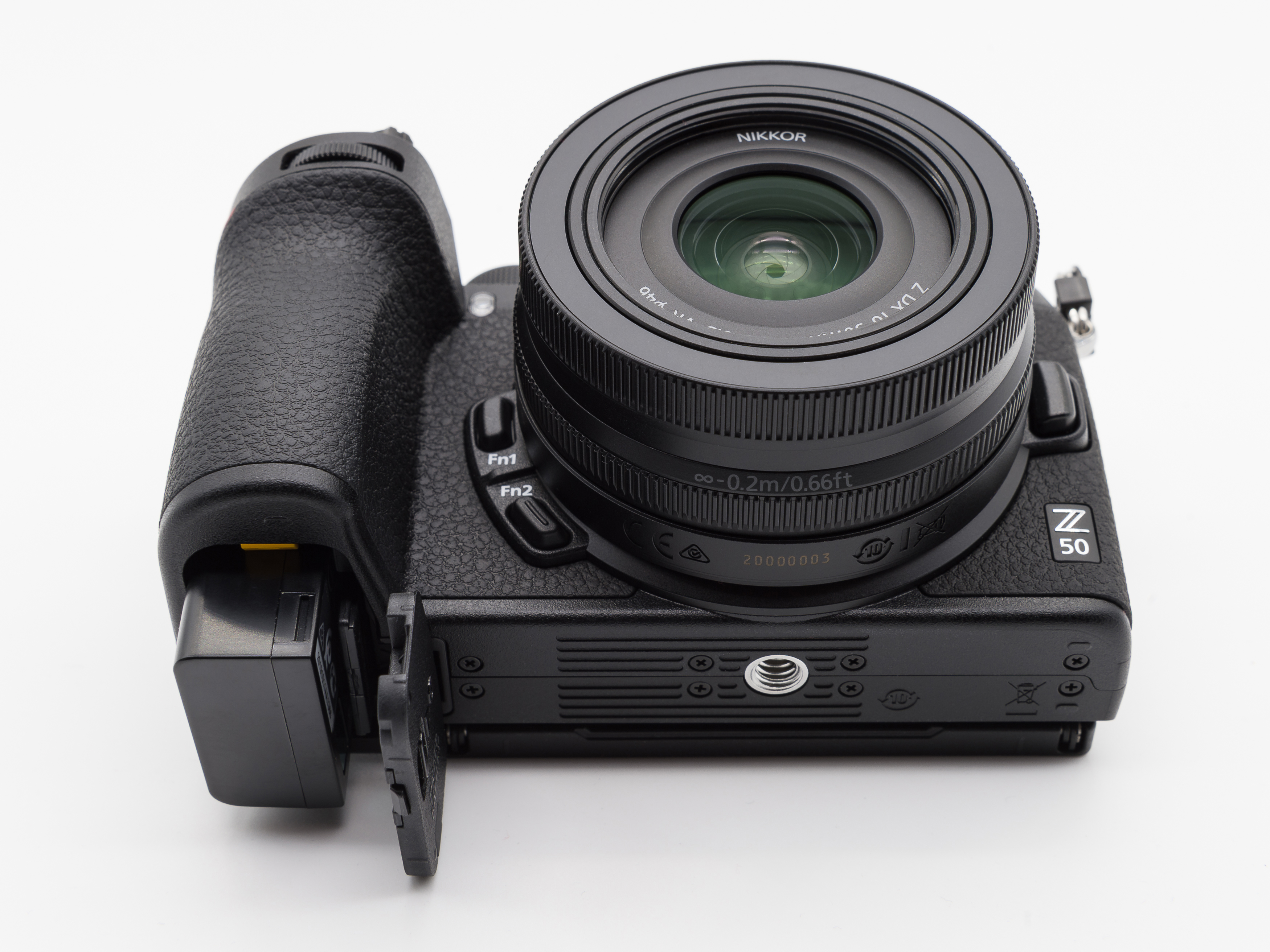

## 脚注
1. ↑  也可通过FTZ卡口适配器搭载尼康F卡口镜头。